# Fredric Brown
Fredric Brown (Cincinnati, 29 d'octubre de 1906 - 11 de març de 1972) va ser un escriptor de ciència-ficció, conegut pels seus contes amb grans dosis d'humor i finals sorprenents. És també conegut per ser un dels escriptors més audaços a l'hora d'experimentar amb la narrativa de ficció de gènere. Encara que en vida no va ser especialment popular, la seva obra ha esdevingut de culte i continua sent-ho mig segle després del seu darrer text.
El seu primer relat de ciència-ficció va ser Not yet the end ("Encara no és el fi"), publicat el 1941 en una edició d'estiu de Captain Future. Moltes de les seves històries són contes ultracurts de menys de tres pàgines, amb arguments i finals d'allò més sorprenents. L'humor i la perspectiva postmoderna també va portar-les a les novel·les. Així, la seva novel·la What Mad Universe («Quin univers de bojos!»), del 1941, juga amb les convencions del gènere en enviar el seu protagonista (un escriptor de ciència-ficció) a un univers paral·lel que està basat, no en les seves novel·les, sinó en la imatge que en té un lector ingenu. De forma similar Martians, Go Home! («Marcians, aneu-vos-en!») (1955) mostra una invasió marciana absolutament surrealista, començant amb la trobada amb un marcià d'un escriptor de ciència-ficció en plena crisi creativa. Brown també va escriure novel·les policials. Va guanyar fins i tot el prestigiós Premi Edgar Allan Poe el 1948 amb The Fabulous Clipjoint, considerada per l'autor com la seva novel·la favorita.